# Richart Báez
Richart Martín Báez (? 31 de Julho de 1973) é um ex-futebolista paraguaio, que atuava como atacante. 

## Carreira
Baez integrou a Seleção Paraguaia de Futebol na Copa América de 1997.